# Гипик Ярослав Євгенович
Ярослав Євгенович Гипик — капітан, командир 3-го снайперського відділення снайперської групи спеціального призначення ОЗСП «Азов» Національної гвардії України, що загинув під час оборони Маріуполя у ході російського вторгнення в Україну у 2022 році.

## Історія
Народився 27 липня 1993 в місті Харків.
Його брат Богдан («Рам») також служив в полку «Азов» з 2014-го року, брав участь у створенні батальйону. Загинув при обороні Азовсталі .
19.03.2022, під час виконання бойового завдання отримав поранення, несумісні з життям.

## Вшанування пам'яті
У серпні 2023 року у Харкові з'явилася вулиця Братів Гипиків.

## Нагороди
- орден «За мужність» III ступеня (2022, посмертно) — за особисту мужність і самовіддані дії, виявлені у захисті державного суверенітету та територіальної цілісності України, вірність військовій присязі, зразкове виконання службового обов’язку.